# Svobodinovo
Svobodinovo (Bulgaars: Свободиново) is een dorp in Bulgarije. Zij is gelegen in de gemeente Tsjernootsjene in de oblast  Kardzjali. Het dorp ligt 197 km ten zuidoosten van de hoofdstad Sofia.

## Bevolking
Op 31 december 2019 telde het dorp 170 inwoners, een intensieve afname vergeleken met het recordhoogte van 451 personen in 1965. De inwoners zijn  nagenoeg uitsluitend Bulgaarse Turken.
Van de 175 inwoners die in februari 2011 zijn geregistreerd, waren er slechts 14 jonger dan 15 jaar oud (8%), terwijl er 37 inwoners van 65 jaar of ouder werden geteld (21%).